# Nátrium-jodid szimporter
A nátrium-jodid kotranszporter, más néven nátrium-jodid szimporter (NIS), egy fehérje, amelyet emberben az SLC5A5 gén kódol. Ez egy 87 kDa molekulatömegű, 13 transzmembrán doménből álló transzmembrán glikoprotein, amely minden jodid-anionhoz (I−) két nátrium-kationt (Na+) szállít a sejtbe. A NIS által közvetített jodid felvétele a pajzsmirigy follikuláris sejtjeibe a pajzsmirigyhormon szintézisének első lépése.

## Jódfelvétel

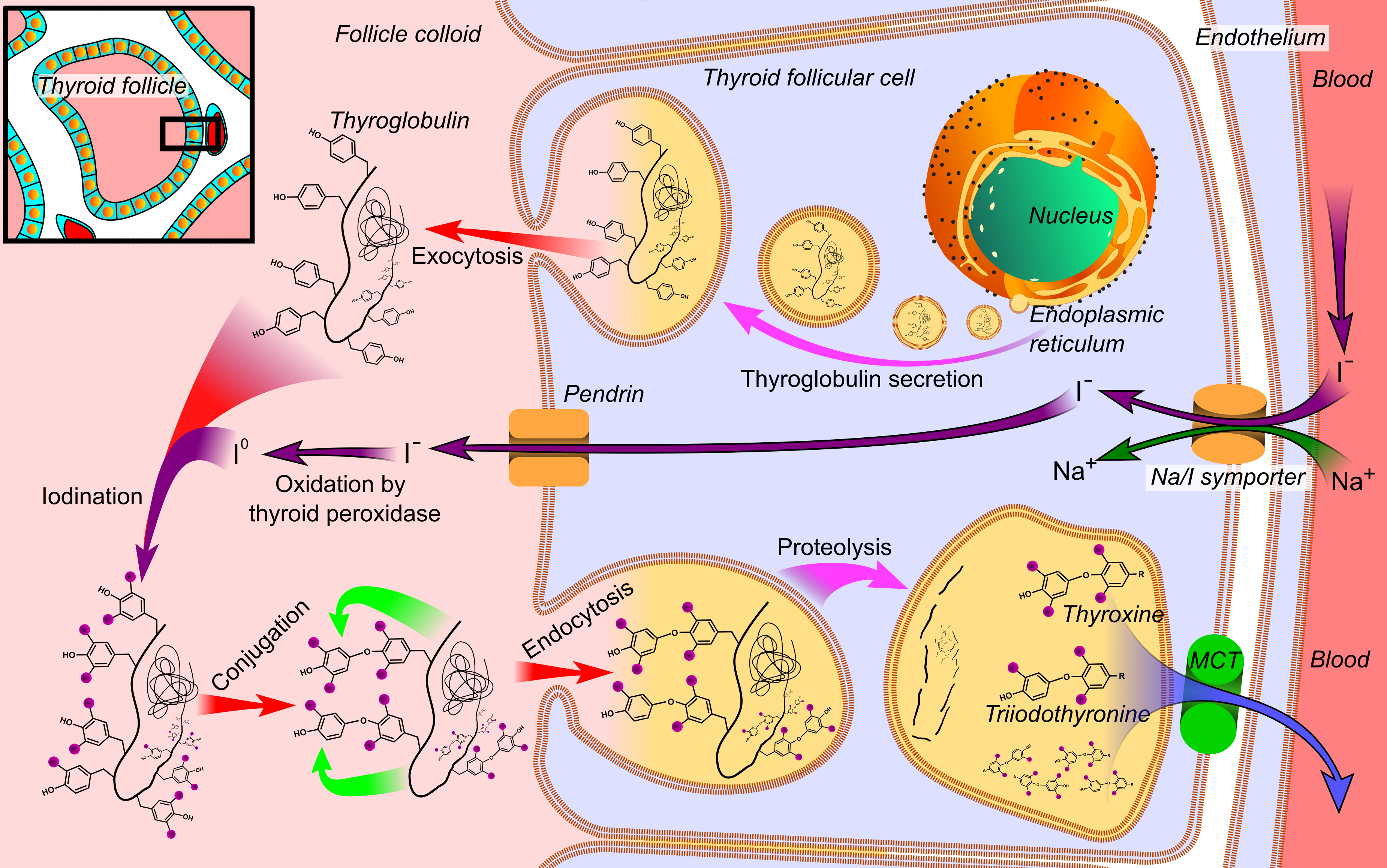
Pajzsmirigyhormon-szintézis, a Na/I szimporter látható

A pajzsmirigy tüszősejtek által közvetített jódfelvétel a vérplazmából a pajzsmirigyhormonok szintézisének első lépése. Ez a felvett jód a szérumfehérjékhez, különösen az albuminokhoz kötődik. A többi jód, amely a véráramban kötődés nélkül és szabadon marad, a vizelettel távozik a szervezetből (a vese alapvető fontosságú a jód extracelluláris térből való eltávolításában).
A jódfelvétel egy aktív transzportmechanizmus eredménye, amelyet a NIS fehérje közvetít, amely a pajzsmirigy tüszősejtek basolaterális membránjában található. Ennek az aktív transzportnak az eredményeként a pajzsmirigyszövet tüszősejtjein belül a jodidkoncentráció 20-50-szer magasabb, mint a plazmában. A jodid transzportját a sejtmembránon keresztül a nátrium elektrokémiai gradiense hajtja (a nátrium intracelluláris koncentrációja körülbelül 12 mM, az extracelluláris koncentráció pedig 140 mM). A tüszősejtek belsejébe jutva a jodid az apikális membránhoz diffundál, ahol a pajzsmirigy-peroxidáz hatására metabolikusan oxidálódik jóddá (I+), amely viszont a tüszőkolloidban lévő tiroglobulin fehérjék tirozinmaradványait jódosítja. Így a NIS nélkülözhetetlen a pajzsmirigyhormonok (T3 és T4) szintéziséhez.

## Pajzsmirigyhormon-szintézis
A pajzsmirigysejteken kívül a NIS más szövetekben is megtalálható, bár kevésbé expresszálódik, mint például a nyálmirigyekben, a gyomornyálkahártyában, a vesében, a méhlepényben, a petefészekben és az emlőmirigyekben a terhesség és a szoptatás alatt.[15][16] A NIS expressziója az emlőmirigyekben igen lényeges tény, mivel a jodidfelszívódás szabályozása és az anyatejben való jelenléte az újszülött fő jódforrása. Megjegyzendő, hogy a NIS expressziójának szabályozását a pajzsmirigyben a pajzsmirigy-stimuláló hormon (TSH) végzi, míg az emlőben három molekula kombinációja: a prolaktin, az oxitocin és a β-ösztradiol.

## Környezeti vegyi anyagok általi gátlás
Egyes anionok, mint a perklorát, pertechnetát és tiocianát, kompetitív gátlással befolyásolhatják a jodid befogását, mivel a plazmában lévő magas koncentrációjuk esetén képesek használni a szimportert, annak ellenére, hogy kisebb affinitással rendelkeznek a NIS-hez, mint a jodid. Számos növényi cianogén glikozid, amelyek fontos peszticidek, szintén a NIS gátlásán keresztül hatnak a növényevők és paraziták állati sejtjeinek nagy részében, a növényi sejtekben azonban nem. Bizonyos bizonyítékok arra utalnak, hogy a fluorid, mint például az ivóvízben található, csökkentheti a nátrium/jodid szimporter sejtszintű expresszióját.
Egy validált in vitro radioaktív jodidfelvételi (RAIU) tesztet használva, a hagyományosan ismert anionok, mint a perklorát mellett a szerves vegyi anyagok is gátolhatják a jodidfelvételt a NIS-en keresztül.

## A jódfelvétel szabályozása
A jódtranszport mechanizmusai szorosan alá vannak vetve a NIS expressziójának szabályozásának. A NIS expressziójának kétféle szabályozása létezik: pozitív és negatív szabályozás. A pozitív szabályozás a TSH-tól függ, amely transzkripciós és poszttranszlációs mechanizmusok révén hat. Másrészt a negatív szabályozás a jodid plazmatikus koncentrációjától függ.

## Transzkripciós szabályozás
Transzkripciós szinten a TSH a cAMP-on keresztül szabályozza a pajzsmirigy működését. A TSH először a receptoraihoz kötődik, amelyek G-fehérjékhez kapcsolódnak, majd az adenilát-cikláz enzim aktiválódását indukálja, ami megemeli a cAMP intracelluláris szintjét. Ez aktiválhatja a CREB (cAMP Response Element-Binding) transzkripciós faktort, amely a CRE-hez (cAMP Responsive Element) kötődik. Előfordulhat azonban, hogy ez nem következik be, ehelyett a cAMP emelkedését PKA (Protein kináz A) aktiváció követheti, és ennek következtében foszforilációt követően a Pax8 transzkripciós faktor aktiválódik.
Ez a két transzkripciós faktor befolyásolja a NUE (NIS Upstream Enhancer) aktivitását, amely elengedhetetlen a NIS transzkripciójának elindításához. A NUE aktivitása 4 releváns helytől függ, amelyeket mutációs elemzéssel azonosítottak. A Pax8 transzkripciós faktor e helyek közül kettőhöz kötődik. A Pax8 mutációi a NUE transzkripciós aktivitásának csökkenéséhez vezetnek. Egy másik kötőhely a CRE, ahol a CREB kötődik, részt vesz a NIS transzkripciójában.
Ezzel szemben az olyan növekedési faktorok, mint az IGF-1 és a TGF-β (amelyet a BRAF-V600E onkogén indukál)[25] elnyomják a NIS gén expresszióját, nem engedve a NIS-t a membránban lokalizálódni.

## Poszttranszlációs szabályozás
A TSH poszttranszlációs szinten is szabályozhatja a jodidfelvételt, mivel a TSH hiányában a NIS a sejt basolaterális membránjából a citoplazmába menekülhet, ahol már nem funkcionál. Ezért a jodidfelvétel csökken.

## Pajzsmirigybetegségek
A jodidszállítás hiánya a tüszősejteken belül általában golyva kialakulásához vezet. A NIS DNS-ében vannak olyan mutációk, amelyek pajzsmirigy-alulműködést és pajzsmirigy-diszhormonogenezist okoznak.
Ezenkívül NIS-ellenes antitesteket találtak pajzsmirigy autoimmun betegségekben RT-PCR vizsgálatokkal bizonyították, hogy a rákos sejtekben (amelyek pajzsmirigy karcinómát képeznek) nincs NIS-expresszió. Mindazonáltal immunhisztokémiai technikáknak köszönhetően ismert, hogy a NIS nem funkcionális ezekben a sejtekben, mivel főként a citoszolban lokalizálódik, és nem a bazolaterális membránban.
Ugyancsak összefüggés van a BRAF onkogén V600E mutációja és a papilláris pajzsmirigyrák között, amely nem képes a jódot koncentrálni a tüszős sejtjeiben.

## Radiojóddal (131I) történő alkalmazás
A nem pajzsmirigyrák kezelésének fő célja a kevésbé agresszív és kevesebb toxicitást is biztosító eljárások kutatása. Az egyik ilyen terápia alapja a NIS átvitele különböző eredetű rákos sejtekbe (emlő, vastagbél, prosztata...) adenovírusok vagy retrovírusok (vírusvektorok) segítségével. Ezt a genetikai technikát géncélzásnak nevezik. Miután a NIS-t átvitték ezekbe a sejtekbe, a beteget radiojóddal (131I) kezelik, aminek eredményeként a rákos sejtek túlélési aránya alacsony. Ezért sokat várnak ezektől a terápiáktól.

## Lásd még
- Szimporter
- Oldóanyag-hordozó család

## További információ
- Santisteban P. "Mecanismos Moleculares Implicados en la Función Tiroidea: Control de Procesos Fisiológicos y Alteraciones Pathológicas" [Molecular Mechanisms Involved in Thyroid Function: Physiological Process Control and Pathological Alterations] (PDF) (in Spanish). Universidad de Vigo. Archived from the original (PDF) on 2012-04-06. Retrieved 2011-11-18.
- Carlos D, Rafael Y, eds. (2007). "Fisiología del tiroides" [Thyroid Physiology]. Tiroides [Thyroid] (in Spanish) (2nd ed.). Aravaca (Madrid): McGRAW-HILL – INTERAMERICANA. pp. 1–30.
- Jameson JL, Weetman AP (2010). "Disorders of the Thyroid Gland". In Jameson JL (ed.). Harrison's Endocrinology. McGraw-Hill Medical. pp. 62–98. ISBN 978-0-07-174144-6.
- Fukushima K, Kaneko CR, Fuchs AF (December 1992). "The neuronal substrate of integration in the oculomotor system". Progress in Neurobiology. 39 (6): 609–639. doi:10.1016/0301-0082(92)90016-8. PMID 1410443. S2CID 40209167.
- De La Vieja A, Dohan O, Levy O, Carrasco N (July 2000). "Molecular analysis of the sodium/iodide symporter: impact on thyroid and extrathyroid pathophysiology". Physiological Reviews. 80 (3): 1083–1105. doi:10.1152/physrev.2000.80.3.1083. PMID 10893432. S2CID 7565318.
- Dohán O, De la Vieja A, Paroder V, Riedel C, Artani M, Reed M, et al. (February 2003). "The sodium/iodide Symporter (NIS): characterization, regulation, and medical significance". Endocrine Reviews. 24 (1): 48–77. doi:10.1210/er.2001-0029. PMID 12588808.
- Kogai T, Taki K, Brent GA (September 2006). "Enhancement of sodium/iodide symporter expression in thyroid and breast cancer". Endocrine-Related Cancer. 13 (3): 797–826. doi:10.1677/erc.1.01143. PMID 16954431.
- Riesco-Eizaguirre G, Santisteban P (October 2006). "A perspective view of sodium iodide symporter research and its clinical implications". European Journal of Endocrinology. 155 (4): 495–512. doi:10.1530/eje.1.02257. PMID 16990649.
- Libert F, Passage E, Lefort A, Vassart G, Mattei MG (1991). "Localization of human thyrotropin receptor gene to chromosome region 14q3 by in situ hybridization". Cytogenetics and Cell Genetics. 54 (1–2): 82–83. doi:10.1159/000132964. PMID 2249482.
- Albero R, Cerdan A, Sanchez Franco F (December 1987). "Congenital hypothyroidism from complete iodide transport defect: long-term evolution with iodide treatment". Postgraduate Medical Journal. 63 (746): 1043–1047. doi:10.1136/pgmj.63.746.1043. PMC 2428598. PMID 3451231.
- Couch RM, Dean HJ, Winter JS (June 1985). "Congenital hypothyroidism caused by defective iodide transport". The Journal of Pediatrics. 106 (6): 950–953. doi:10.1016/S0022-3476(85)80249-3. PMID 3998954.
- Smanik PA, Liu Q, Furminger TL, Ryu K, Xing S, Mazzaferri EL, Jhiang SM (September 1996). "Cloning of the human sodium lodide symporter". Biochemical and Biophysical Research Communications. 226 (2): 339–345. doi:10.1006/bbrc.1996.1358. PMID 8806637.
- Fujiwara H, Tatsumi K, Miki K, Harada T, Miyai K, Takai S, Amino N (June 1997). "Congenital hypothyroidism caused by a mutation in the Na+/I- symporter". Nature Genetics. 16 (2): 124–125. doi:10.1038/ng0697-124. PMID 9171822. S2CID 20911347.
- Smanik PA, Ryu KY, Theil KS, Mazzaferri EL, Jhiang SM (August 1997). "Expression, exon-intron organization, and chromosome mapping of the human sodium iodide symporter". Endocrinology. 138 (8): 3555–3558. doi:10.1210/endo.138.8.5262. PMID 9231811.
- Saito T, Endo T, Kawaguchi A, Ikeda M, Nakazato M, Kogai T, Onaya T (October 1997). "Increased expression of the Na+/I- symporter in cultured human thyroid cells exposed to thyrotropin and in Graves' thyroid tissue". The Journal of Clinical Endocrinology and Metabolism. 82 (10): 3331–3336. doi:10.1210/jcem.82.10.4269. PMID 9329364.
- Pohlenz J, Medeiros-Neto G, Gross JL, Silveiro SP, Knobel M, Refetoff S (November 1997). "Hypothyroidism in a Brazilian kindred due to iodide trapping defect caused by a homozygous mutation in the sodium/iodide symporter gene". Biochemical and Biophysical Research Communications. 240 (2): 488–491. doi:10.1006/bbrc.1997.7594. PMID 9388506.
- Matsuda A, Kosugi S (December 1997). "A homozygous missense mutation of the sodium/iodide symporter gene causing iodide transport defect". The Journal of Clinical Endocrinology and Metabolism. 82 (12): 3966–3971. doi:10.1210/jcem.82.12.4425. PMID 9398697.
- Pohlenz J, Rosenthal IM, Weiss RE, Jhiang SM, Burant C, Refetoff S (March 1998). "Congenital hypothyroidism due to mutations in the sodium/iodide symporter. Identification of a nonsense mutation producing a downstream cryptic 3' splice site". The Journal of Clinical Investigation. 101 (5): 1028–1035. doi:10.1172/JCI1504. PMC 508654. PMID 9486973.
- Venkataraman GM, Yatin M, Ain KB (January 1998). "Cloning of the human sodium-iodide symporter promoter and characterization in a differentiated human thyroid cell line, KAT-50". Thyroid. 8 (1): 63–69. doi:10.1089/thy.1998.8.63. PMID 9492156.
- Levy O, Ginter CS, De la Vieja A, Levy D, Carrasco N (June 1998). "Identification of a structural requirement for thyroid Na+/I- symporter (NIS) function from analysis of a mutation that causes human congenital hypothyroidism". FEBS Letters. 429 (1): 36–40. doi:10.1016/S0014-5793(98)00522-5. PMID 9657379. S2CID 34156341.
- Fujiwara H, Tatsumi K, Miki K, Harada T, Okada S, Nose O, et al. (August 1998). "Recurrent T354P mutation of the Na+/I- symporter in patients with iodide transport defect". The Journal of Clinical Endocrinology and Metabolism. 83 (8): 2940–2943. doi:10.1210/jcem.83.8.5029. PMID 9709973.
- Kosugi S, Inoue S, Matsuda A, Jhiang SM (September 1998). "Novel, missense and loss-of-function mutations in the sodium/iodide symporter gene causing iodide transport defect in three Japanese patients". The Journal of Clinical Endocrinology and Metabolism. 83 (9): 3373–3376. doi:10.1210/jcem.83.9.5245. PMID 9745458.